# Roger McGuinn

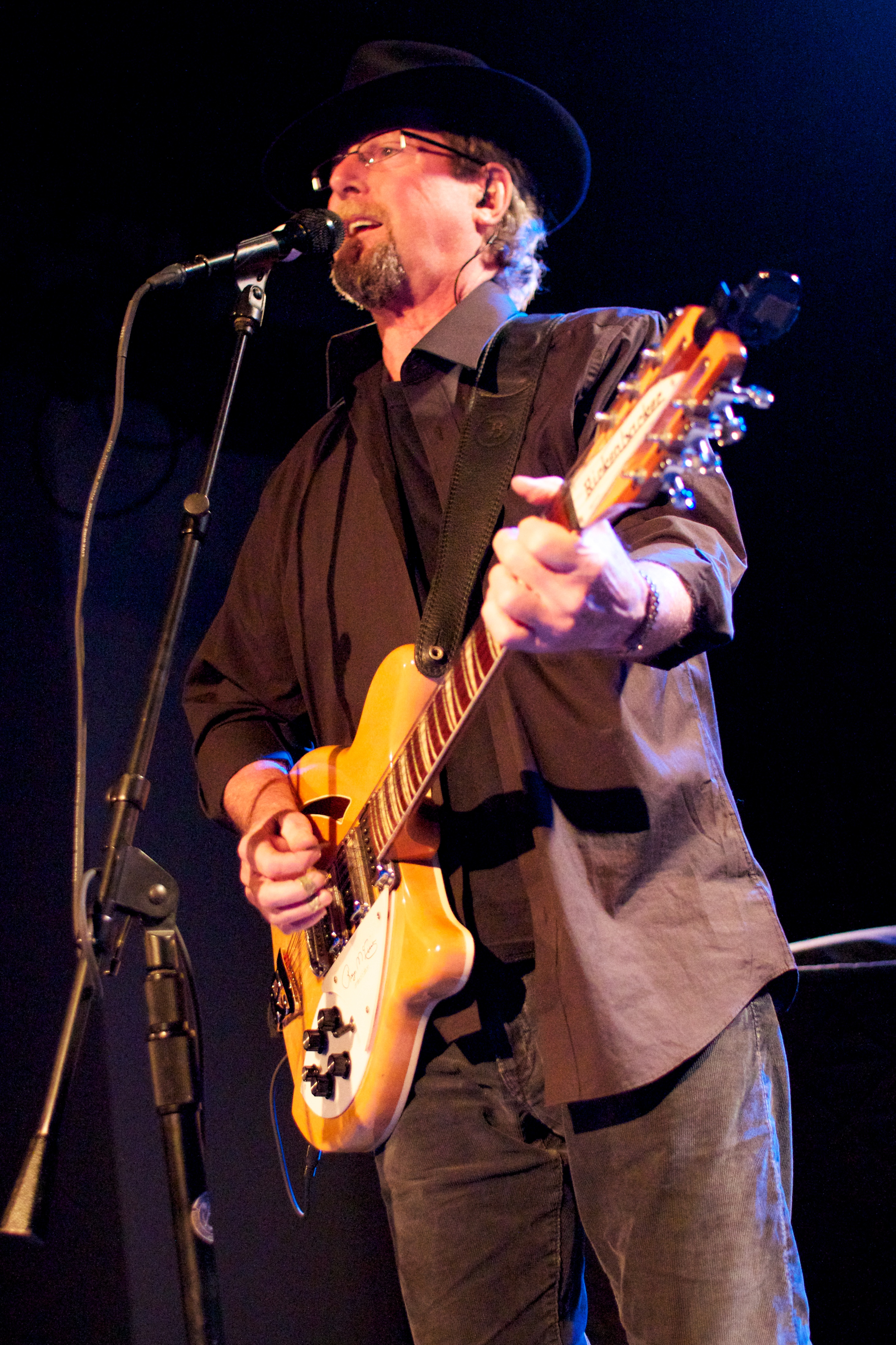
Roger McGuinn (2011)

James Roger McGuinn (conegut artísticament com a Roger McGuinn, prèviament com a Jim McGuinn, i nascut James Joseph McGuinn III, Chicago, 13 de juliol de 1942) és un cantautor i guitarrista estatunidenc. És conegut sobretot per haver estat el cantant i guitarra en molts dels discs de The Byrds. És un membre del Rock and Roll Hall of Fame pel seu treball amb els Byrds.

## Primers anys
Roger McGuinn va néixer i va ser criat a Chicago, Illinois. Els seus pares, James i Dorothy estaven relacionats amb el periodisme i les relacions públiques, i durant la infància de Roger van escriure un bestseller titulat Parents Can't Win. McGuinn va anar a la Latin School of Chigago. Es va interessar en la música després de sentir "Heartbreak Hotel", d’Elvis Presley, i va demanar als seus pares que li compressin una guitarra. També va rebre la influència de grups i artistes com Johnny Cash, Carl Perkins, Gene Vincent i The Everly Brothers.
El 1957, es va matricular a l'Old Town School of Folk Music de Chicago, on va aprendre a tocar el banjo de 5 cordes i va millorar les seves habilitats com a guitarrista. Després de la seva graduació, McGuinn va actuar en solitari en diversos cafès del circuit de música folk, on va ser descobert i contractat com a acompanyant de grups com els Limeliters, Txad Mitchell Trio, i Judy Collins. També va tocar la guitarra i va fer harmonies d'acompanyament vocals per Bobby Darin. Poc després, es va traslladar a la Costa Oest, acabant a Los Angeles, on coneixeria als futurs membres dels Byrds.
El 1963, un any abans de cofundar els Byrds, treballava com a músic d'estudi a Nova York, gravant amb Judy Collins i el duo format per Paul Simon i Art Garfunkel. En aquella època va començar a escoltar la música dels Beatles, i es va preguntar com afectaria la beatlemania a la música folk. Quan Doug Weston li va donar a McGuinn treball a The Troubadour, a Los Angeles, McGuinn ja estava familiaritzat amb les cançons dels Beatles, i conseqüentment s'havia fixat en un altre fan del grup de Liverpool, Gene Clark, amb qui es va unir per formar els Byrds el juliol de 1964.

## Discografia

### Àlbums
- Roger McGuinn (1973)
- Peace on You (1974)
- Roger McGuinn & Band (1975)
- Cardiff Rose (1976)
- Thunderbyrd (1977)
- McGuinn, Clark & Hillman (1978) (con Gene Clark y Chris Hillman)
- City (1980) (con Chris Hillman, incluyendo a Gene Clark)
- McGuinn - Hillman (1981) (con Chris Hillman)
- Back from Rio (1990)
- Born to Rock and Roll (1991)
- Live from Mars (1996)
- McGuinn's Folk Den (4 discos) (2000)
- Treasures from the Folk Den (2001)
- Limited Edition (2004)
- The Folk Den Project (2005)
- Live from Spain (2007)
- 22 Timeless Tracks from the Folk Den Project (2008)